# Devorn Jorsling
Devorn Jorsling (ur. 27 grudnia 1983 w Morvant) – piłkarz trynidadzko-tobagijski grający na pozycji napastnika. Od 2011 roku jest zawodnikiem klubu Caledonia AIA.

## Kariera klubowa
Swoją karierę piłkarską Jorsling rozpoczął w klubie W Connection. W 2000 roku zadebiutował w nim w pierwszej lidze Trynidadu i Tobago. Grał w nim do 2001 roku. W latach 2000 i 2001 wywalczył z nim dwa mistrzostwa kraju. Zdobył z nim też Puchar Trynidadu i Tobago (2000) i Puchar Ligi (2001).
W połowie 2001 roku Jorsling przeszedł do Caledonia AIA. W 2002 roku został zawodnikiem Defence Force. W 2002 roku wygrał z nim Puchar Ligi. W sezonie 2008 został królem strzelców ligi z 21 golami. W sezonie 2010/2011 ponownie był najlepszym strzelcem ligi (15 goli). Został również wybrany Piłkarzem Roku oraz wywalczył mistrzostwo kraju.
W 2011 roku Jorsling przeszedł do Orlando City ze Stanów Zjednoczonych. Jeszcze w tym samym roku wrócił do Trynidadu i Tobago, do Caledonii AIA. Z 21 golami został po raz trzeci w karierze królem strzelców ligi.

## Kariera reprezentacyjna
W reprezentacji Trynidadu i Tobago Jorsling zadebiutował 17 października 2007 w zremisowanym 0:0 towarzyskim meczu z Salwadorem. W 2010 roku wystąpił w Pucharze Karaibów 2010. Z kolei w 2012 roku zajął z Trynidadem i Tobago 2. miejsce w Pucharze Karaibów 2012.